# Wladimir Michailowitsch Tichonow

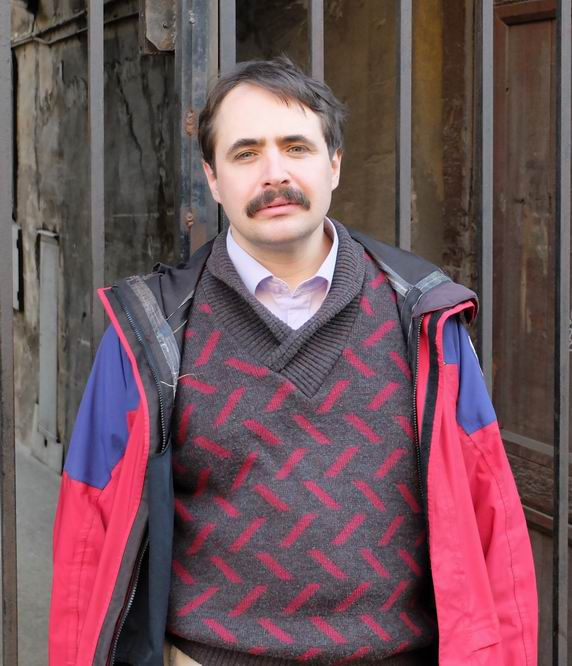
Wladimir Tichonow,
(photo: Yuri Khanon, Petersburg, 2014)

Wladimir Michailowitsch Tichonow (russisch Владимир Михайлович Тихонов; englische Transkription: Vladimir Mikhailovich Tikhonov) alias Pak Noja (Hangeul: 박노자; * 5. Februar 1973 in Leningrad) ist ein südkoreanischer (früher russischer) Koreanist, Historiker und Journalist.

## Leben und Wirken
Nach dem Studium der Koreanistik und koreanischen Geschichte an der Staatlichen Universität Leningrad/Sankt Petersburg (1989–1994) promovierte Tichonow 1996 am Institut der Länder Asiens und Afrikas der Lomonossow-Universität in Moskau über die Konföderation der Gaya. Von 1997 bis 2000 lehrte er als Lecturer an der Kyung-Hee-Universität in Seoul Russisch. 
2000 wurde er zum Associate Professor, 2006 zum ordentlichen Professor für die Fachbereiche Koreanische Sprache und Geschichte sowie Ostasienstudien am Institut für Kulturwissenschaften und orientalische Sprachen der Universität Oslo ernannt. Seine Forschungsgebiete sind die Moderne und die Ideengeschichte Koreas, letzteres mit Schwerpunkt auf dem jüngeren Buddhismus.
Vladimir Tichonov ist aus Überzeugung ein maximalistischer Kommunist. Seit 2000 beteiligte er sich an der Arbeit der 2011 aufgelösten koreanischen Demokratischen Arbeitspartei als Dozent, Agitator und Publizist, der regelmäßig in der Parteizeitung veröffentlichte.
Tichonow ist mit der südkoreanischen Violinistin Baek Myong-jong verheiratet.

## Werke
- Social Darwinism and Nationalism in Korea. The Beginnings (1880s till 1910s). „Survival“ as an Ideology of Korean Modernity (= Brill’s Korean Studies Library. Bd. 2). Brill, Leiden u. a. 2010, ISBN 978-90-04-18503-6.
- One Religion, Different Readings: (Mis)interpretations of Korean Buddhism in Colonial Korea, Late 1920s – Early 1930s. In: Journal of Korean Religions. Bd. 1, Nr. 1/2, September 2010, ISSN 2093-7288, S. 163–188.
- Masculinizing the Nation: Gender Ideologies in Traditional Korea and in the 1890s–1900s Korean Enlightenment Discourse. In: The Journal of Asian Studies. Bd. 66, Nr. 4, 2007, ISSN 0021-9118, S. 1029–1065.
- Korea’s First Encounters with Pan-Asianism Ideology in the Early 1880s. In: The Review of Korean Studies. Bd. 5, Nr. 2, Dezember 2002, ISSN 1229-0076, S. 195–232.